# Idstein
Idstein – miasto w Niemczech, w kraju związkowym Hesja, w rejencji Darmstadt, w powiecie Rheingau-Taunus. 30 czerwca 2015 liczyło 23 887 mieszkańców. Pięknie zachowana starówka z oryginalną zabudową szachulcową z XV-XVIII w., która nie uległa zniszczeniu podczas II wojny światowej.

## Położenie geograficzne
Miasto położone jest między dwoma strumieniami, Wolfsbach na wschodzie i Wörsbach na zachodzie, na wysokości około 280 m n.p.m. W okolicy miasta po stronie zachodniej przebiega autostrada A3, oraz linia dużych prędkości Kolonia-Ren/Men w tunelu Idstein o długości 2068 m.

## Historia
Idstein zostało po raz pierwszy wspomniane w dokumencie z 1102 jako „Etichenstein”, a prawa miejskie otrzymało od Rudolfa von Habsburga w 1287. Oprócz Wieży Czarownic na terenie starego zamku Nassau, miasto posiada średniowieczne centrum miasta z wieloma budynkami w technice szachulcowej. Najstarszy zachowany budynek mieszkalny pochodzi z 1410.
Od pierwszej wzmianki dokumentalnej aż do 1721 Idstein był, z przerwami, rezydencją hrabiów Nassau-Idstein i innych linii Nassau. Od jesieni 1806 miasto Idstein wchodziło w skład Księstwa Nassau, które w 1866 zostało zaanektowane przez Prusy.
W XVII w. Idstein był miejscem procesów o czary pod rządami protestanckiego hrabiego Johannesa von Nassau i Idsteina (1603–1677). Wśród 39 zabitych były żona pastora Sonnenberg, Elisabeth Hoffmann i Cäcilie Zeitlose Wicht, żona pastora Johannesa Wichta z Heftrich. Ofiary polowań na czarownice w Idstein zostały jednomyślnie zrehabilitowane moralnie i społecznie przez parlament miejski w 2014.

## Architektura i urbanistyka
Cechą szczególną Idstein jest stare miasto. Posiada około 200 pięknych, kolorowych domów z muru szachulcowego, np.: Killingerhaus, w którym znajduje się centrum informacji turystycznej, najwspanialszy ze wszystkich domów o konstrukcji szachulcowej w mieście z misternie rzeźbionymi detalami, albo Krzywy Dom, wybudowany w 1728 dla majora milicji miejskiej Nicolay'a, który z zewnątrz wygląda, jakby miał się po prostu przewrócić. W Idstein w odległości krótkiego spaceru znajduje się wiele pięknych i różnorodnych domów z muru szachulcowego. Najlepszy widok na starówkę jest ze szczytu Wieży Czarownic.

## Współpraca
Miejscowość partnerska:
- Zwijndrecht, Belgia

## Galeria

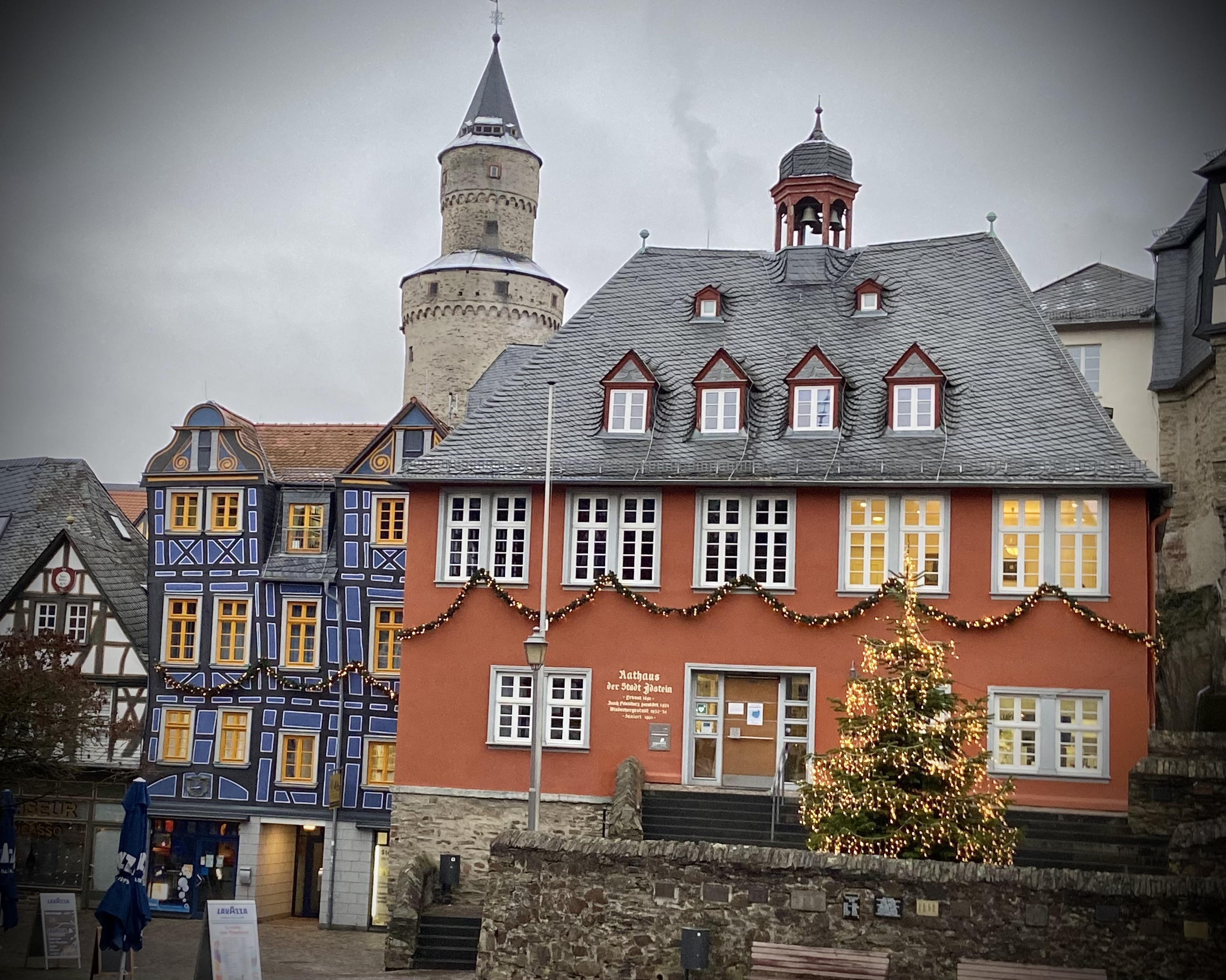
Idstein - Ratusz (1698), Krzywy Dom (po lewej) i Wieża Czarownic na drugim planie
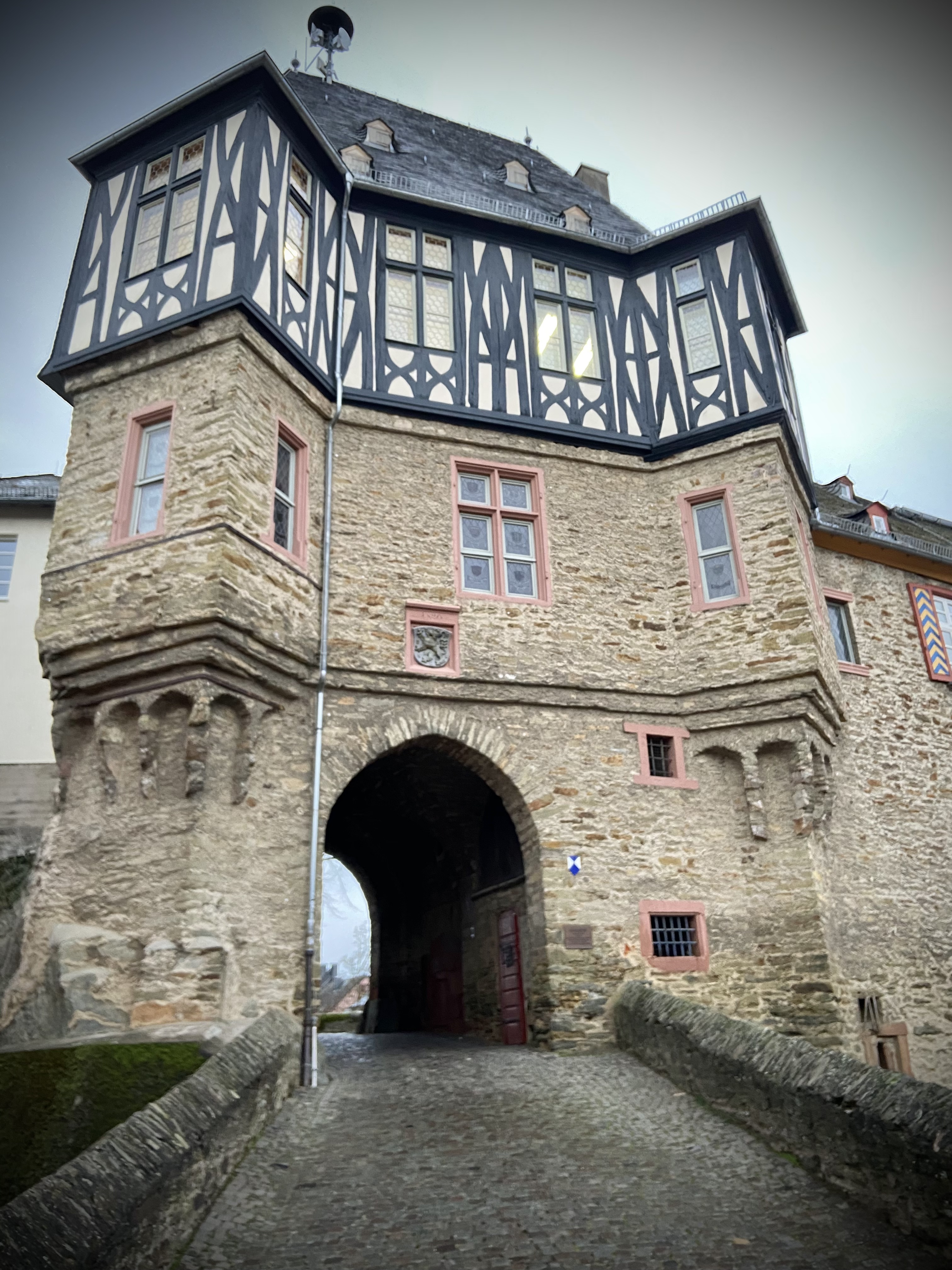
Idstein - brama miejska z 1497 (Kanzleitor)
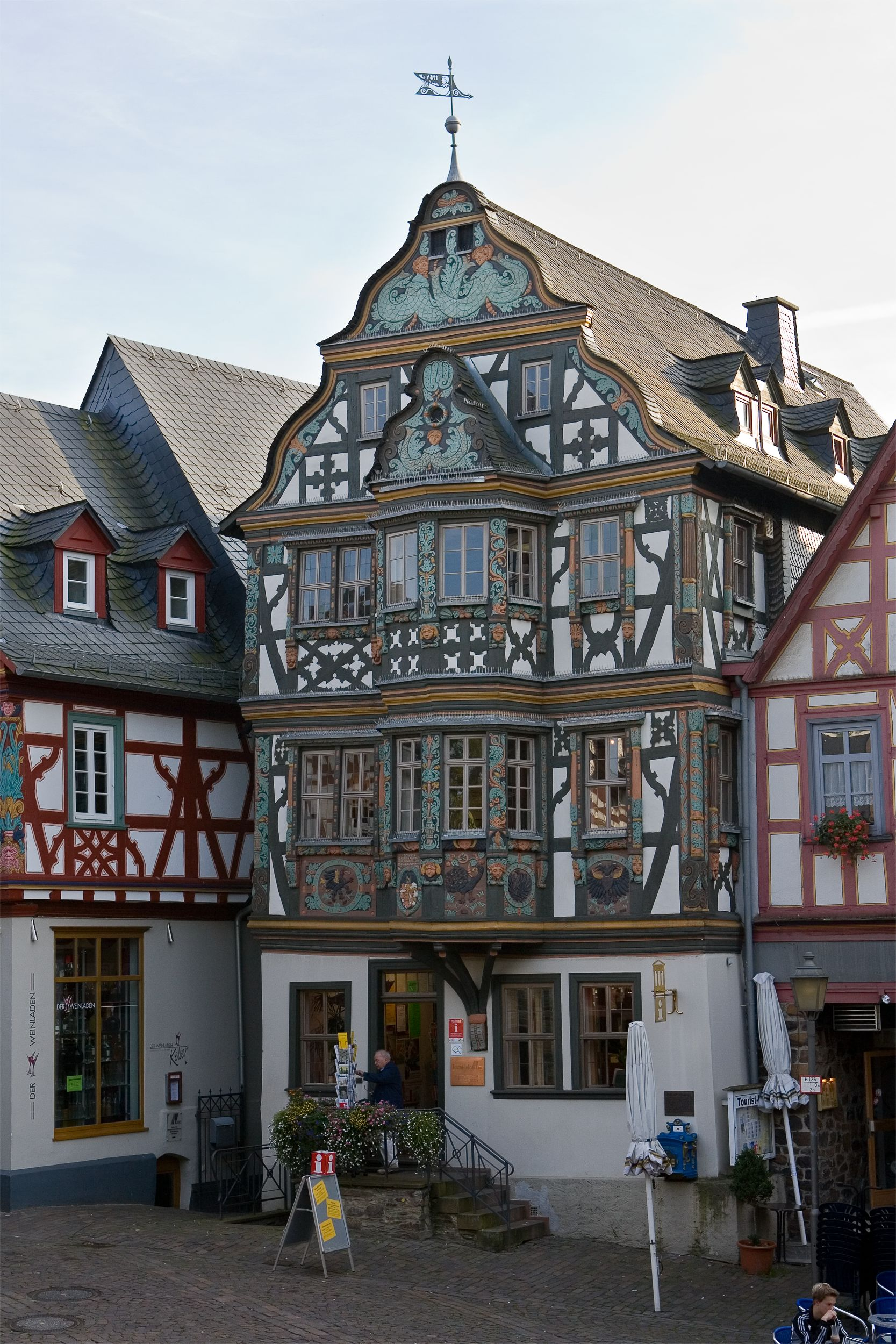
Idstein - Dom zabójców (Killingerhaus)
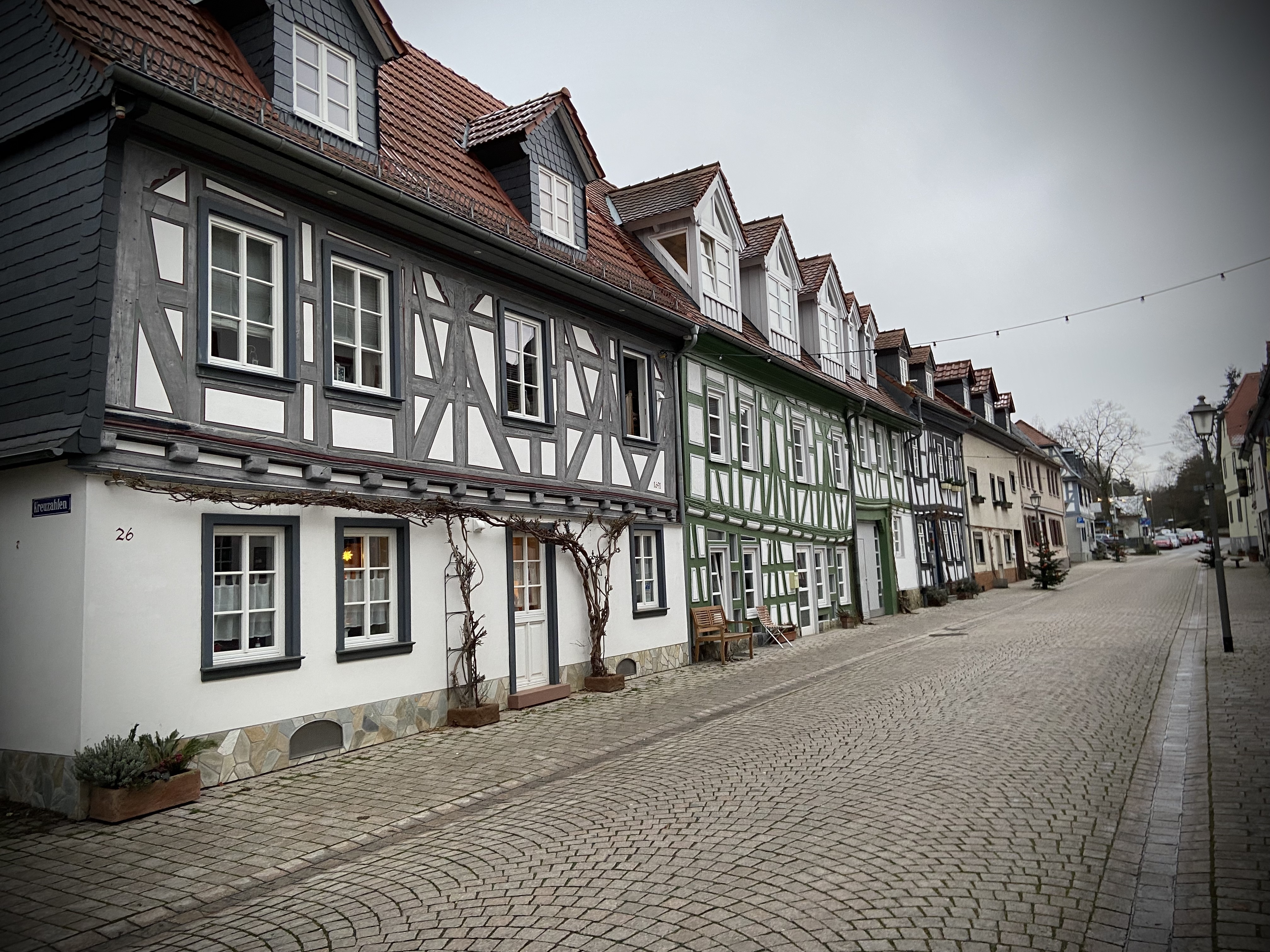
Idstein - jedna z uliczek starego miasta
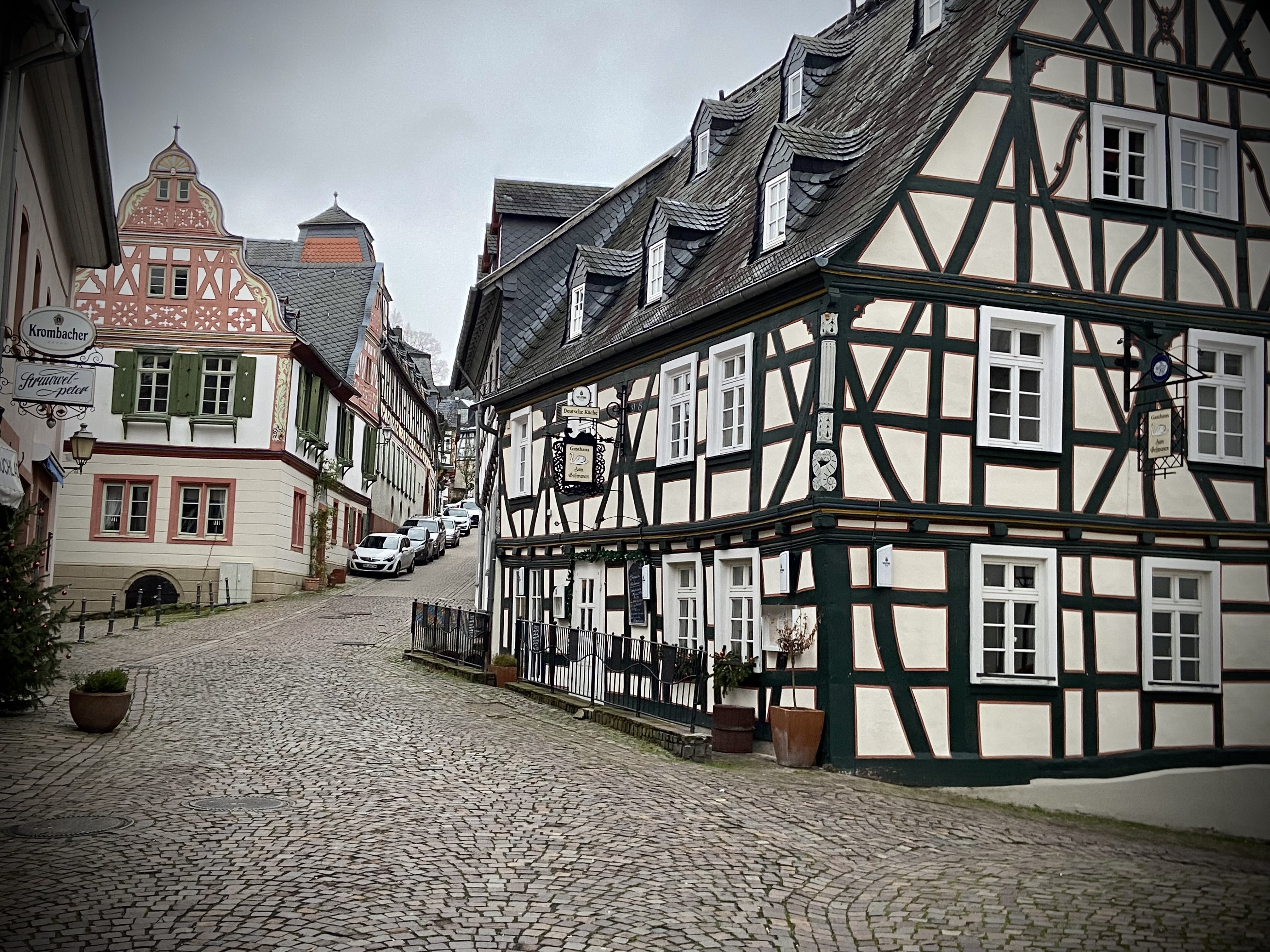
Idstein - jedna z uliczek starego miasta z zabudową szachulcową
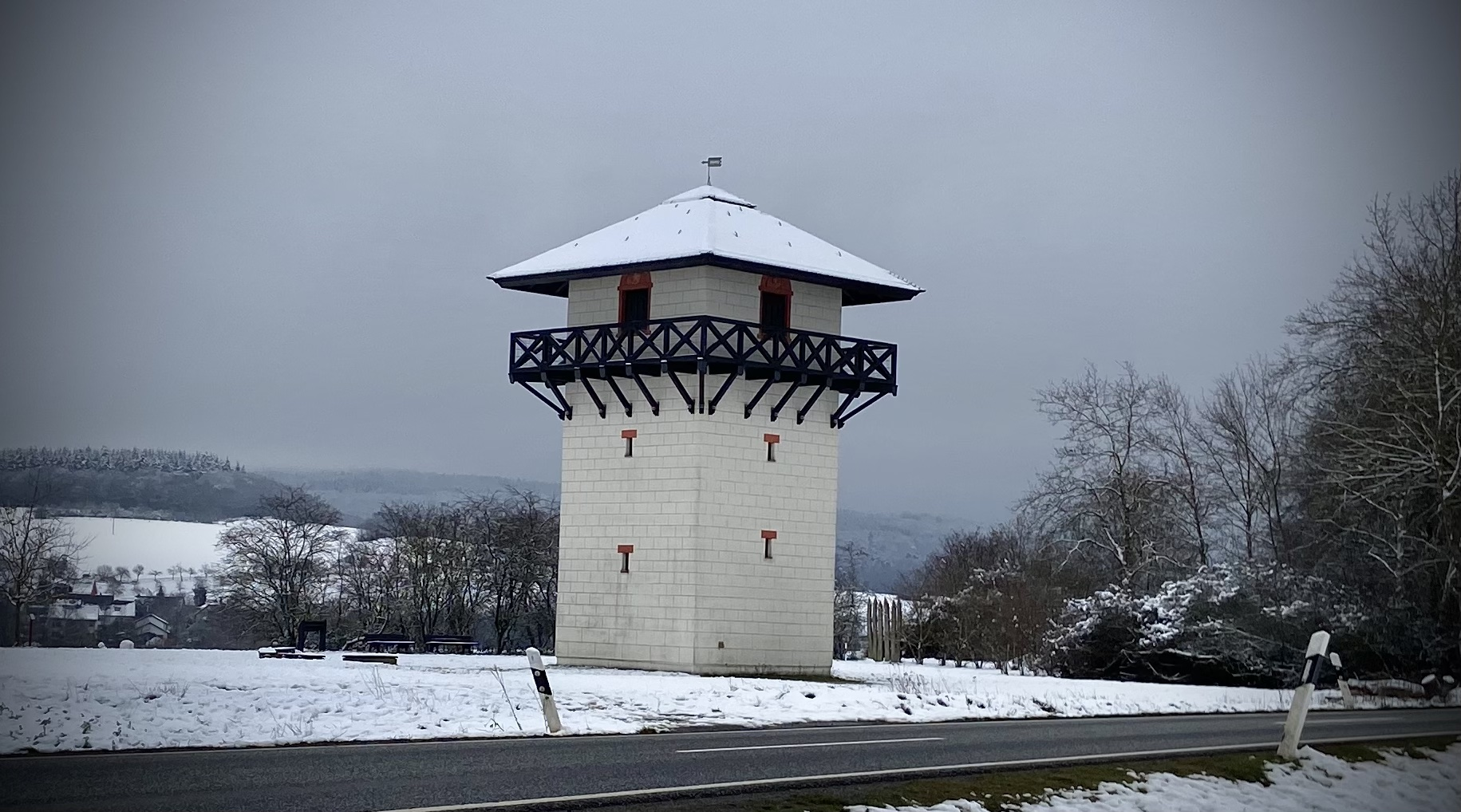
Wieża Limes w okolicy Idstein (rekonstrukcja)